# Invitation au voyage (film)
Pour les articles homonymes, voir L'Invitation au voyage (homonymie).
Pour l'émission d'Arte, voir Invitation au voyage (émission de télévision).
Pour plus de détails, voir Fiche technique et Distribution.
Invitation au voyage est un road movie franco-italio-allemand réalisé par Peter Del Monte et sorti en 1982. 
Le film a été présenté au Festival de Cannes 1982 où il remporta le prix de la contribution artistique remis au directeur de la photographie, Bruno Nuytten.  Invitation au voyage marque la dernière apparition à l'écran de l'acteur Raymond Bussières.

## Synopsis
Lucien arrive à Paris pour y retrouver sa soeur, Nina, une chanteuse de rock qui tente de percer et entretient avec lui des rapports incestueux.  Peu après, Nina meurt accidentellement électrocutée dans une baignoire. Lucien, incapable de se séparer d'elle, enferme son corps dans un étui de contrebasse qu'il hisse sur le toit de sa voiture. Il entreprend alors un étrange périple a priori sans but qui l'amènera à croiser divers destins.

## Fiche technique
- Titre : Invitation au voyage
- Réalisateur : Peter Del Monte
- Scénario : Peter Del Monte et Franco Ferrini, d'après le roman Moi ma sœur de Jean Bany
- Collaboration au scénario : Danielle Chinsky et Daniel Odier
- Assistant réalisateur : Jean-Claude Robert, Valérie Paulin
- Photographie : Bruno Nuytten
- Musique : Gabriel Yared
- Chanson : Nina Scott et le groupe Law Less Ness, Christophe Rambault et le groupe Rambo
- Son : Jean-Philippe Le Roux
- Directeur artistique : Ghislain Uhry
- Décors et Effets spéciaux : Michel Guyot
- Montage : Agnès Guillemot
- Production : Claude Nedjar, pour NEF Diffusion, UGC, Top1, FR3 (Paris) - Filmalpha (Rome) - Anthea Films (Munich)
- Directeur de production : Maurice Gilli
- Producteur associé : Denis Mermet
- Distribution : UGC
- Pays de production :  France,  Italie et  Allemagne de l'Ouest
- Genre : musical, drame et fantastique
- Pellicule 35 mm, couleur Fujicolor
- Durée : 90 minutes
- Date de sortie :
  - France : 19 mai 1982

## Distribution
- Laurent Malet : Lucien
- Aurore Clément : La femme rousse sur l'autoroute
- Mario Adorf : Timour, le Turc
- Corinne Reynaud (créditée Nina Scott)  : Nina Scott
- Raymond Bussières : Le vieil amateur de rock
- Robin Renucci : Gérard
- Franca Maresa : la mère de Lucien
- Serge Spira : Le représentant
- Peter Semler et Jeffrey Kime : Les Norvégiens
- Manuela Gourary : La patronne de la caféteria
- Jean-Claude Sachot : Le directeur artistique
- Marcel Gassouk : L'homme au chariot
- Agnès Moulène : Anne-Marie
- Boris Azaïs : Jérôme
- Barthélémy Bobino : Le gamin au restaurant
- Guy Dhers : Le mécanicien
- Sarah Hadefi : Sylvie
- Maximilien Hadefi : Philippe
- Gérald Denizot : Le clochard

## Bande originale
| No  | Titre                      | Paroles             | Musique           | Durée |
| --- | -------------------------- | ------------------- | ----------------- | ----- |
| 1.  | Don't Follow Me            | Corinne Reynaud     | Michel Pineda     | 3:35  |
| 2.  | Générique Début            |                     |                   | 2:04  |
| 3.  | The Master                 |                     |                   | 3:30  |
| 4.  | Drap de la Contrebasse     | (instrumental)      | Gabriel Yared     | 1:32  |
| 5.  | The Grave                  |                     |                   | 3:28  |
| 6.  | The Rape Men               | Corinne Reynaud     | Michel Pineda     | 3:36  |
| 7.  | Route Flash Back           | (instrumental)      | Gabriel Yared     | 1:35  |
| 8.  | Incendie de la contrebasse | (instrumental)      | Gabriel Yared     | 1:00  |
| 9.  | Assassin                   | Christophe Rambault | Dominique Guillet | 5:25  |
| 10. | Après La Mort              | (instrumental)      | Gabriel Yared     | 2:15  |

## Distinctions

### Récompenses
- Festival de Cannes 1982 : Prix de la meilleure contribution artistique au Festival International du Film